# Monelliopsis californica
Monelliopsis californica är en insektsart. Monelliopsis californica ingår i släktet Monelliopsis och familjen långrörsbladlöss. Inga underarter finns listade i Catalogue of Life.